# HMS Undine (R42)
HMS Undine (R42/F141) là một tàu khu trục lớp U được Hải quân Hoàng gia Anh Quốc chế tạo trong Chương trình Khẩn cấp Chiến tranh để phục vụ trong Chiến tranh Thế giới thứ hai. Undine sống sót qua cuộc chiến tranh, được cải biến thành một tàu frigate nhanh chống tàu ngầm Kiểu 15 vào năm 1953 với ký hiệu lườn mới F141, và tiếp tục phục vụ cho đến khi ngừng hoạt động năm 1960 và bị tháo dỡ năm 1965. Nó là chiếc tàu chiến thứ tám của Hải quân Hoàng gia được đặt cái tên này.

## Thiết kế và chế tạo
Undine được chế tạo tại xưởng tàu của hãng John I. Thornycroft and Company và được đặt lườn vào ngày 18 tháng 3 năm 1942. Nó được hạ thủy vào ngày 1 tháng 6 năm 1943 và nhập biên chế cùng Hải quân Hoàng gia vào ngày 23 tháng 12 năm 1943.

## Lịch sử hoạt động
Undine đã tham gia hoạt động và sống sót qua Chiến tranh Thế giới thứ hai. Vào năm 1946, nó quay trở về nhà từ Viễn Đông và được đưa về lực lượng dự bị tại Harwich. Nó trải qua một đợt tái trang bị vào tháng 5 năm 1949 tại Xưởng tàu Chatham, rồi lại được đưa vào lực lượng dự bị tại Sheerness từ năm 1950 đến năm 1952.
Từ năm 1952 đến năm 1954, Undine được chọn để cải biến toàn diện thành một tàu frigate nhanh chống tàu ngầm Kiểu 15; công việc cải biến được thực hiện tại xưởng tàu của hãng John I. Thornycroft & Company, và nó được mang ký hiệu lườn mới F141. Sau vụ Khủng hoảng kênh đào Suez, nó nằm trong thành phần Hải đội Frigate 6 tại Địa Trung Hải từ năm 1957 đến năm 1958. Trong những năm 1958/1959, nó tiến hành bắn phá những vị trí đóng quân của quân du kích EOKA trên vùng núi của đảo Síp.
Vào năm 1960, một lần nữa Undine lại được đưa về lực lượng dự bị, và nó được đưa vào danh sách loại bỏ vào năm 1965. Con tàu bị tháo dỡ vũ khí trang bị, và nó được kéo đến xưởng tháo dỡ của hãng John Cashmore Ltd tại Newport, nơi công việc bắt đầu từ tháng 11 năm 1965.